# Polnisch-tschechoslowakische Beziehungen
Die Polnisch-tschechoslowakische Beziehungen waren die außenpolitischen Beziehungen zwischen Polen und der Tschechoslowakei. 
Nach dem Ersten Weltkrieg entstand die Zweite Polnische Republik und die Tschechoslowakei. Die Beziehungen waren von Anfang an nicht frei von Spannungen. 1919 kam es zum Tschechoslowakisch-polnischen Grenzkonflikte um das Teschener Schlesien, die Arwa und die Zips sowie weitere kleinere Gebiete in den Karpaten. Die Tschechoslowakei besetzte das Olsagebiet und verweigerte den Transport für Militärhilfe für Polen im Polnisch-sowjetischen Krieg durch ihr Gebiet. Polen erkannte zunächst 1925 die Grenze an. Als Folge des Münchner Abkommens, an dem weder die Tschechoslowakei noch Polen beteiligt waren, besetzte Polen das Olsagebiet 1938. Beide Staaten waren mit Frankreich verbündet, doch hatte Polen schlechte Beziehungen mit der Sowjetunion während die Tschechoslowakei freundschaftliche Beziehungen zu Moskau pflegte. Während des Zweiten Weltkriegs waren beide Exilregierungen miteinander verbündet. Zeitweise wurde die Gründung eines gemeinsamen Staats nach dem Krieg geplant. Nach dem Zweiten Weltkrieg waren beide Staaten Teil des Ostblocks. Alte Grenzstreitigkeiten in den Karpaten und im Teschener Gebiet sowie neue Konflikte in Schlesien wurden von Stalin geschlichtet. 1947 schlossen beide Staaten einen Freundschaftsvertrag, der auch die gemeinsame Grenze anerkannte. 1958 wurde nach kleineren Korrekturen die gemeinsame Grenze erneut von beiden Seiten anerkannt. Mehrere Zehntausend Polen blieben im Olsagebiet auf der tschechischen Seite, viele Polen pendelten auch in die Region um Teschen und Ostrava zur Arbeit, insbesondere in den Kohlebergwerken. Während des Prager Frühlings 1968 marschierten polnische Truppen zusammen mit Soldaten der anderen Ostblockstaaten in der Tschechoslowakei ein. Gleichzeitig arbeiteten die Oppositionellen beider Staaten in den 1970er und 1980er zusammen. Nach dem Ende des Kalten Krieges setzten die neuen Regierungen ihre Zusammenarbeit fort. Zusammen mit Ungarn wurde 1991 die Visegrád-Gruppe gegründet und mit anderen Staaten das Mitteleuropäische Freihandelsabkommen 1992. Man unterstützte sich gegenseitig bei den Bemühungen der NATO und den Europäischen Gemeinschaften (später EU) beizutreten. 1993 wurde die Tschechoslowakei aufgelöst.
Polen besaß eine Botschaft in Prag. Die Tschechoslowakei hatte eine Botschaft in Warschau.